# 인도네시아의 교통

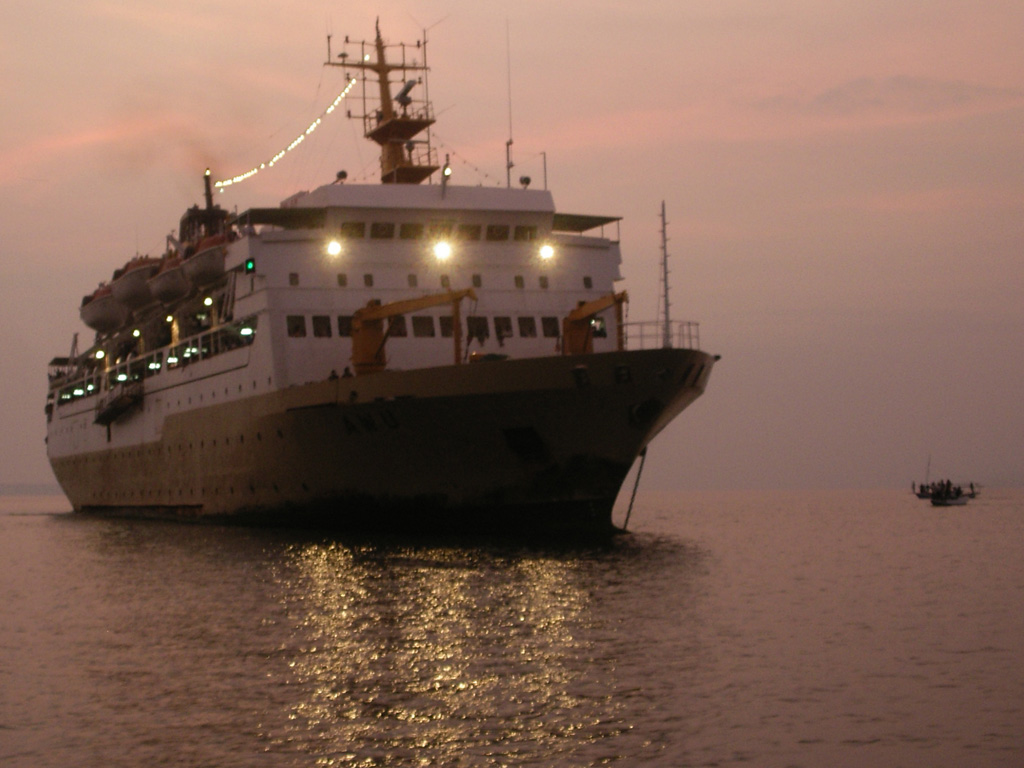
펠니.

인도네시아의 교통 시스템은 수천 개의 섬들로 이루어진 군도의 경제적 자원 기반을 바탕으로 시간이 지남에 따라 형성되어 왔으며 200,000,000명 이상의 사람들이 자와섬 한곳에 밀집되어 있다.
많은 섬으로 된 국가인 인도네시아에서는 해운(海運)이 극히 중요하다. 전전(戰前)에는 네덜란드의 업체가 연안항로를 거의 독점하다시피 하고 있었으나, 1957년에 이러한 권익은 모두 인도네시아에 의해 국유화되었다. 육상교통을 보면 자바에는 포장도로망이 발달해 있으나 그 밖의 섬에서는 도로가 미개발상태에 있다. 철도는 자바와 수마트라의 일부 지방에 부설되어 있다. 항공은 국영기업인 가르다 인도네시아가 국내선과 국제선을 운영하고 있다.인도네시아의 도시는 예부터 고원(高原)이나 분지(盆地)에서 토후(土侯)의 거주지로서 발달해 왔으나 그 규모는 지방적인 테두리를 벗어나지 못했다. 국가적인 도시가 발달한 것은 네덜란드의 인도네시아 경영에 시작되면서부터였다.주요 도시로는 수도 자카르타 이외에 수라바야, 족자카르타, 반둥, 팔렘방, 메단, 우중판당, 반자르마신, 사마랑, 파당 등이 있다.